# Lapulapu
Lapulapu (1491-1542) fue un datu de isla de Mactán, en Filipinas. Es considerado por los filipinos, de forma retrospectiva, como el primer héroe de las islas, por derrotar a Fernando de Magallanes, resistiendo a la colonización española. También es conocido como Çilapulapu, Si Lapulapu, Salip Pulaka y Kali Pulako (o Cali Pulaco), aunque la historicidad de los nombres es discutida.

## Biografía

#### Primeros años
Ha habido muchos relatos populares sobre el origen de Lapulapu. Una tradición oral es que los Sugbuanons de Opong fueron una vez gobernados por un datu llamado Mangal y luego sucedido por su hijo llamado Lapulapu.

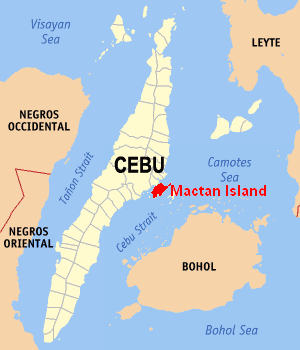
Localización de Mactán en Cebú

Otro es del libro Aginid, Bayok sa Atong Tawarik ("Deslízate, odas a nuestra historia") publicado en 1952 por Jovito Abellana, que supuestamente registra las crónicas orales del reinado del último rey de Cebú, Raja Tupas (m. 1565). Sin embargo, su historicidad es dudosa. La crónica registra la fundación del Rajanato de Cebú por Sri Lumay (también conocido como Rajamuda Lumaya), que era un príncipe hindú de la dinastía Chola de Sumatra. Sus hijos, Sri Alho y Sri Ukob, gobernaron las comunidades vecinas de Sialo y Nahalin, respectivamente. Las islas en las que se encontraban se conocían colectivamente como Pulua Kang Dayang o Kangdaya (literalmente "[las islas] de la dama"). Sri Lumay era conocido por sus estrictas políticas de defensa contra los asaltantes y traficantes de esclavos Moro de Mindanao. Su uso de tácticas de tierra arrasada para repeler a los invasores dio lugar al nombre Kang Sri Lumayng Sugbo (literalmente "el del gran incendio de Sri Lumay") a la ciudad, que luego se acortó a Sugbo ("conflagración"). Tras su muerte en una batalla contra los asaltantes, Sri Lumay fue sucedido por su hijo menor, Sri Bantug, quien gobernó desde la región de Singhapala (literalmente "ciudad del león"), ahora Mabolo en la moderna ciudad de Cebú. Sri Bantug murió de una enfermedad durante una epidemia y fue sucedido por su hijo Rajah Humabon (también conocido como Sri Humabon o Rajah Humabara). Durante el reinado de Humabon, la región se había convertido en un importante centro comercial. Los puertos de Sugbo se conocieron coloquialmente como sinibuayng hingpit ("el lugar para comerciar"), abreviado como sibu o sibo ("para comerciar"), de donde se origina el nombre moderno "Cebu".
Según el Aginid, este fue el período en el que se registró por primera vez que Lapulapu (como Lapulapu Dimantag) llegaba de "Borneo" (Sabah). Le pidió a Humabon un lugar para establecerse, y el rey le ofreció la región de Mandawili (ahora Mandaue), incluida la isla conocida como Opong (u Opon), con la esperanza de que la gente de Lapulapu cultivara la tierra. Tuvieron éxito en esto, y la afluencia de productos agrícolas de Mandawili enriqueció aún más el puerto comercial de Sugbo. La relación entre Lapulapu y Humabon luego se deterioró cuando Lapulapu recurrió a la piratería. Comenzó a asaltar barcos mercantes que pasaban por la isla de Opong, lo que afectó el comercio en Sugbo. La isla se ganó así el nombre de Mangatang ("los que acechan"), y luego evolucionó a "Mactán".

#### Batalla de Mactán
Lapulapu fue uno de los dos datus de Mactán antes de que los españoles llegaran al archipiélago, siendo el otro Zula, ambos pertenecientes a la clase Maginoo. Cuando el explorador portugués Fernando de Magallanes llegó a Filipinas al servicio de España, Zula fue uno de los que rindió tributo al rey español mientras que Lapulapu se negó.
En la medianoche del 27 de abril de 1521, Magallanes condujo una fuerza de alrededor de 60 españoles y de 20 a 30 barcos de guerra (karakoa) de los guerreros de Humabon de Cebú. Llegaron a Mactán tres horas antes del amanecer. Sin embargo, debido a la presencia de afloramientos rocosos y arrecifes de coral, los barcos de Magallanes no pudieron aterrizar en las costas de Mactán. Sus barcos se vieron obligados a anclar "dos vuelos de ballesta" lejos de la playa. Según Antonio Pigafetta, se enfrentaron a unos 1.500 guerreros de Lapulapu armados con espadas de hierro, arcos y lanzas de "bambú". 
Magallanes repitió su oferta de no atacarlos si Lapulapu juraba lealtad a Rajah Humabon, obedecía al rey español y pagaba tributo, lo que Lapulapu volvió a rechazar. A petición burlona de Lapulapu, la batalla no comenzó hasta la mañana. Magallanes, quizás con la esperanza de impresionar a los guerreros de Humabon con la superioridad de las armaduras y armas europeas, les dijo a los guerreros de Humabon que permanecieran en sus barcos. Magallanes y 49 de los españoles fuertemente armados (armados con lanzas, espadas, ballestas y mosquetes) desembarcaron en tierra para encontrarse con las fuerzas de Lapulapu. Prendieron fuego a algunas casas en la orilla en un intento de asustarlos. En cambio, los guerreros de Lapulapu se enfurecieron y cargaron. Dos españoles murieron inmediatamente en la lucha, y Magallanes fue herido en la pierna con una flecha envenenada. Ordenó una retirada, a la que siguieron la mayoría de sus hombres excepto unos pocos que se quedaron para protegerlo. Sin embargo, los nativos lo reconocieron como el capitán, por lo que se convirtió en el foco del ataque. Superados en número y estorbados por sus armaduras, las fuerzas de Magallanes fueron abrumadas rápidamente. Magallanes y varios de sus hombres murieron, y el resto escapó a los barcos que esperaban.

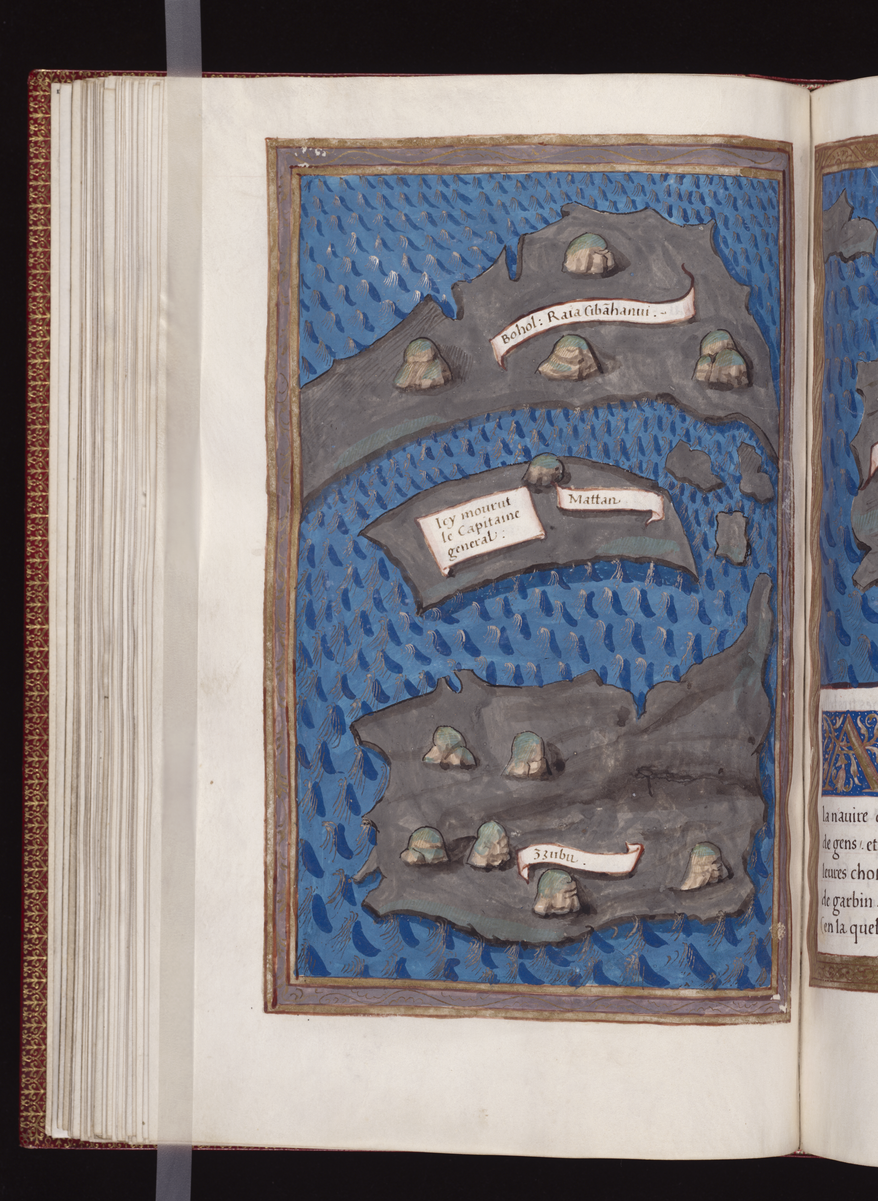
Ilustración del diario de Antonio Pigafetta que muestra Cebu, Mactan y Bohol; con una etiqueta que indica que el "Capitán general" murió en Mactan (c. 1525)

El historiador William Henry Scott cree que la hostilidad de Lapulapu puede haber sido el resultado de una suposición errónea de Magallanes. Magallanes asumió que la antigua sociedad filipina estaba estructurada de la misma manera que la sociedad europea (es decir, con la realeza gobernando una región). Si bien esto puede haber sido cierto en los sultanatos islámicos en Mindanao, las sociedades de Visayan estaban estructuradas a lo largo de una federación flexible de ciudades-estado (más exactamente, una jefatura). El datu más poderoso en tal federación tiene un poder limitado sobre otro datu miembro, pero ningún control directo sobre los súbditos o tierras de los otros datu.
Por lo tanto, Magallanes creía que, dado que Rajah Humabon era el "rey" de Cebú, también era el rey de Mactan. Pero la isla de Mactan, el dominio de Lapulapu y Zula, estaba en un lugar que les permitía interceptar los barcos comerciales que ingresaban al puerto de Cebú, el dominio de Humabon. Por lo tanto, era más probable que Lapulapu fuera en realidad más poderoso que Humabon, o al menos fuera el gobernante indiscutible de Mactan. Humabon estaba casado con la sobrina de Lapulapu. Cuando Magallanes exigió que Lapulapu se sometiera como lo había hecho su "rey" Humabon, Lapulapu supuestamente respondió que: "no estaba dispuesto a venir y reverenciar a alguien a quien había estado comandando durante tanto tiempo".
La crónica de Aginid también registra que Humabon había incitado a propósito a los españoles a luchar contra Lapulapu, que era su enemigo en ese momento. Sin embargo, los hombres de Humabón que acompañaban a Magallanes no entraron en batalla con Lapulapu, aunque ayudaron a recuperar a los españoles heridos. Humabon luego envenenó y mató a 27 marineros españoles durante una fiesta. Según Aginid, esto se debió a que habían comenzado a violar a las mujeres locales. También fue posible que ayudara al intérprete esclavo malayo de Magallanes, Enrique de Malaca, a obtener su libertad. Los españoles se negaban a liberarlo, a pesar de que Magallanes deseaba explícitamente que fuera liberado a su muerte. Un discurso de Giovanni Battista Ramusio también afirma que Enrique advirtió al Jefe de "Subuth" que los españoles estaban conspirando para capturar al rey y que esto condujo al asesinato de los españoles en el banquete. Enrique se quedó en Cebú con Humabon mientras los españoles escapaban a Bohol.
La batalla dejó a la expedición con muy pocos hombres para tripular tres barcos, por lo que abandonaron el Concepción. Los barcos restantes, el Trinidad y el Victoria, navegaron a las Islas de las Especias en la actual Indonesia. A partir de ahí, la expedición se dividió en dos grupos. El Trinidad, comandado por Gonzalo Gómez de Espinoza, intentó navegar hacia el este a través del Océano Pacífico hasta el Istmo de Panamá. La enfermedad y el naufragio interrumpieron el viaje de Espinoza y la mayoría de la tripulación murió. Los supervivientes del Trinidad regresaron a las Islas de las Especias, donde los portugueses los encarcelaron. El Victoria continuó navegando hacia el oeste, comandado por Juan Sebastián Elcano, y logró regresar a Sanlúcar de Barrameda, España en 1522. En 1529, el rey Carlos I de España cedió todo derecho sobre las Islas de las Especias a Portugal en el tratado de Zaragoza. Sin embargo, el tratado no detuvo la colonización del archipiélago filipino desde la Nueva España.
Según Aginid, Lapulapu y Humabon restablecieron relaciones amistosas después de la Batalla de Mactan. Lapulapu luego decidió regresar a Borneo con 11 de sus hijos, tres de sus esposas y 17 de sus hombres. Nada más se sabe de él después de esto.
Después del viaje de Magallanes, se enviaron expediciones posteriores a las islas. Se enviaron cinco expediciones: Loaisa (1525), Cabot (1526), Saavedra (1527), Villalobos (1542) y Legazpi (1564). La expedición de Legazpi fue la más exitosa, dando como resultado la colonización de las islas.

## Religión

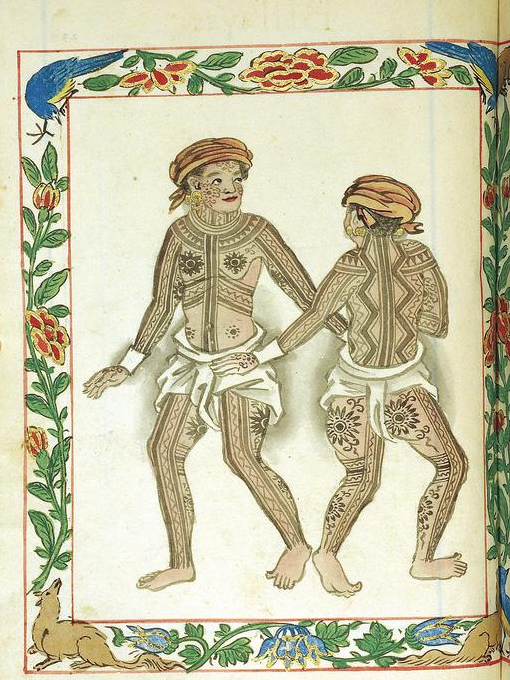
Representación de Visayan Pintados en el Boxer Codex (c. 1595)

Las creencias religiosas de Lapulapu son otro tema de debate, pero se sugiere fuertemente que era un adherente de las creencias anito animistas indígenas. Los habitantes del archipiélago de Sulu creen que Qadi Lapulapu era un musulmán perteneciente al pueblo Tausūg o Sama-Bajau de Mindanao, una afirmación hecha por el ahora disuelto Sultanato de Sulu que muchos historiadores niegan. Además, el destacado antropólogo cebuano José Eleazar Bersales dice que Cebú nunca fue islamizado, referenciado en una excavación en Boljoon, en el sur de Cebú. Las evidencias directas, como los relatos de Pigafetta y la tradición oral nativa, no indicaban que Lapulapu fuera musulmán, sino un animista de Visayan y un nativo de Sugbuanon.
Los cebuanos eran predominantemente animistas en el momento de la llegada de los españoles. Los visayanos se destacaron por su práctica generalizada de tatuarse; por lo tanto, los españoles se refirieron a ellos como los Pintados. Pigafetta, quien registró el encuentro de Magallanes con los cebuanos, describió explícitamente a Rajah Humabon como tatuado. También registra el consumo de carne de cerdo, carne de perro y vino de palma (arak) por parte de los cebuanos, así como la costumbre común de perforarse el pene (tugbuk o sakra). Los tatuajes, la modificación corporal, el cerdo, la carne de perro y el alcohol son ḥarām (prohibidos) en el Islam.

La deidad suprema de los bisayanos, como lo registran explícitamente los historiadores contemporáneos, fue identificada como Abba por Pigafetta y Kan-Laon (también deletreado Laon) por el historiador jesuita Pedro Chirino en 1604, comparable al tagalo "Bathala". No se menciona el Islam. Esto contrasta con los otros lugares visitados por la expedición de Magallanes donde Pigafetta identifica fácilmente a los musulmanes con los que se encontraron; los llamaría Moros por los moros musulmanes de la España medieval y el norte de África, para distinguirlos de los "paganos" politeístas. De hecho, durante el bautismo masivo de los cebuanos al cristianismo, los identifica claramente como "paganos", no como moros:
Colocamos la cruz allí porque esas personas eran paganas. Si hubieran sido moros, hubiéramos levantado allí una columna como muestra de mayor dureza, porque los moros son mucho más difíciles de convertir que los paganos.

— Antonio Pigafetta, Primo viaggio intorno al mondo, c. 1525
Una mantenida más dudosa de Aginid es que Lapulapu pudo haber sido de Borneo. El Aginid lo llama orang laut ("hombre del mar") y un forastero que se estableció en Cebú desde Borneo. La tradición oral Oponganon-Cebuano disputa efectivamente esta sustentada, diciendo que su padre era Datu Mangal de Mactan, lo que indica que Lapulapu era nativo de Opong.

## Legado

#### Reconocimiento como héroe filipino
Lapulapu es considerado, retroactivamente, como el primer héroe filipino.
El 27 de abril de 2017, el presidente Rodrigo Duterte declaró el 27 de abril (fecha en la que ocurrió la Batalla de Mactan) como el Día de Lapu-Lapu por honrar como el primer héroe del país que derrotó al dominio extranjero. Duterte también firmó la Orden Ejecutiva n.º 17 que crea la Orden de Lapu-Lapu que reconoce los servicios de los trabajadores del gobierno y ciudadanos privados en relación con las campañas y campañas del Presidente.[49]
Durante la primera temporada regular del 14.º Congreso de Filipinas, el senador Richard Gordon presentó un proyecto de ley que proponía declarar el 27 de abril como feriado nacional oficial de Filipinas para ser conocido como Adlaw ni Lapu-Lapu, (Cebuano, "Día de Lapu-Lapu" ).

#### Conmemoraciones
El gobierno erigió una estatua en su honor en la isla Mactan y cambió el nombre de la ciudad de Opon en Cebú a Ciudad Lapu-Lapu. Una gran estatua de él, donada por Corea del Sur, se encuentra en medio de Agrifina Circle en Rizal Park en Manila, reemplazando una fuente y una pista de patinaje sobre ruedas. Lapulapu aparece en el sello oficial de la Policía Nacional de Filipinas. Su rostro se utilizó como diseño principal en la moneda de 1 centavo que circuló en Filipinas entre 1967 y 1994.
En los Estados Unidos, una calle en South of Market, San Francisco lleva el nombre de Lapulapu. Esa calle y otras en el vecindario inmediato fueron renombradas por la Junta de Supervisores de San Francisco con nombres derivados de héroes filipinos históricos el 31 de agosto de 1979.
El 18 de enero de 2021, el Bangko Sentral ng Pilipinas, en cooperación con las Conmemoraciones del Quinto Centenario en Filipinas, lanza el billete no circulante conmemorativo de 5.000 pesos, en honor a su heroísmo.

#### En la leyenda urbana y el folclore
Según la leyenda local, Lapulapu nunca murió sino que se convirtió en piedra y desde entonces ha estado protegiendo los mares de Mactán. Los pescadores de Mactan arrojaban monedas a una piedra con forma de hombre como un medio para "pedir permiso" a Lapulapu para pescar "en su territorio". Otra leyenda urbana se refiere a la estatua de Lapulapu erigida en 1933 en el centro de la plaza del pueblo de Lapu-Lapu cuando la ciudad aún era un municipio con el nombre de Opon. La estatua estaba frente al antiguo ayuntamiento, donde solían ocupar sus cargos los alcaldes; Se mostró a Lapulapu con una ballesta en posición de dispararle a un enemigo. Ciudadanos supersticiosos propusieron reemplazar esta ballesta por una espada, después de que tres alcaldes consecutivos de Opon (Rito dela Serna, Gregorio dela Serna y Simeón Amodia) murieran cada uno de un infarto. La estatua fue modificada durante la administración del alcalde Mariano Dimataga, quien asumió el cargo en 1938.

## En la cultura popular
- Interpretado por Mario Montenegro en la película de 1955 Lapu-Lapu.[33]
- Interpretado por Calvin Millado en la serie educativa infantil de 1995 Bayani.
- Interpretado por Lito Lapid en la película de 2002 Lapu-Lapu.[34]
- Interpretado por Aljur Abrenica en el video musical "GMA 2010" de Lupang Hinirang.
- Lapu-Lapu fue la inspiración de un personaje jugable del mismo nombre en el juego móvil Mobile Legends: Bang Bang. El personaje es un espadachín dual que tiene dos instancias y puede cambiar entre dos armas que también sirve como jefe de Makadan (ahora Parlas, una sububicación en la isla Vonetis), una referencia a la isla Mactan.[35][36]
- En la canción de Bayani Agbayani de 2004, Otso Otso, fue mencionado la última vez que la canción menciona, Dos más dos. Irónicamente, la rima infantil lo menciona en la segunda línea: "Uno más uno, Magallanes, Dos más dos, Lapu-Lapu..." Esto presumiblemente hace referencia a la Batalla de Mactan en la que murió Magallanes.
- La canción "Panalo" de Ez Mil, tenía una línea que menciona a Lapu-Lapu siendo decapitado en la Batalla de Mactan. La canción fue recibida con críticas por la falta de precisión histórica de la línea. Entre los críticos de la canción estaban el gobierno de la ciudad de Lapu-Lapu y la Comisión Histórica Nacional de Filipinas.
- Interpretado por Zeus Collins en la película de 2019 The Mall, The Merrier, como una de las estatuas en Tamol Mall.

## Santuario
- El santuario de Lapu-Lapu es una estatua de bronce de 20 metros (66 pies) en Punta Engaño, Lapu-Lapu, Cebú, Filipinas.[36]